# Rotaciones encadenadas de Davenport

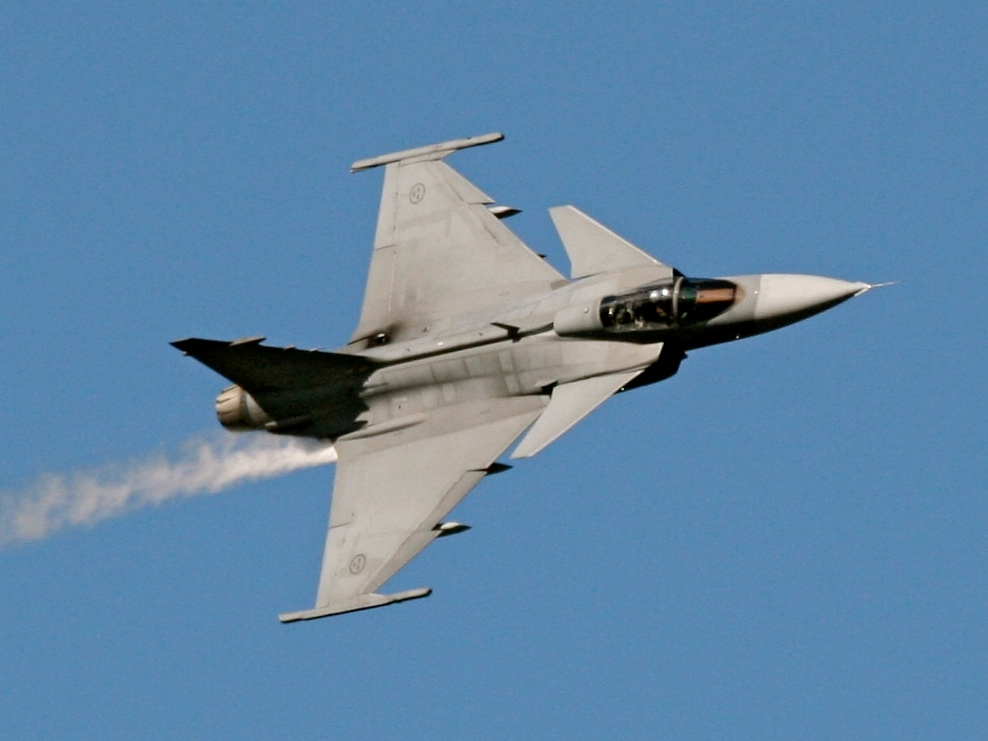
La orientación de una aeronave en pleno vuelo se puede definir mediante tres ejes ligados al avión (longitudinal, de nariz a cola; transversal, de punta a punta de ala; y un tercer eje ortogonal a ambos). Los ángulos que forman estos tres ejes locales con respecto a un sistema de referencia fijo (rumbo, elevación y balanceo), determinan su orientación

En física e ingeniería, las rotaciones encadenadas de Davenport son tres rotaciones intrínsecas encadenadas sobre ejes específicos fijados en el cuerpo. Las  rotaciones de Euler y de Tait-Bryan son casos particulares de la descomposición general de la rotación de Davenport. Estos ángulos de rotación se denominan así porque el problema general de descomponer una rotación en una secuencia de tres giros fue estudiado primero por Paul B. Davenport.
El sistema de coordenadas giratorio, que no es ortogonal, puede imaginarse como sólidamente unido a un cuerpo rígido. En este caso, a veces se lo denomina sistema de coordenadas local. Al ser los ejes de rotación solidarios con el cuerpo en movimiento, las rotaciones generalizadas se pueden dividir en dos grupos (aquí x, y y z se refieren al sistema de referencia móvil no ortogonal):
- Rotaciones de Euler generalizadas (z-x-z, x-y-x, y-z-y, z-y-z, x-z-x, y-x-y)
- Rotaciones de Tait-Bryan generalizadas (x-y-z, y-z-x, z-x-y, x-z-y, z-y-x, y-x-z).

La mayoría de los casos pertenecen al segundo grupo, siendo las rotaciones de Euler generalizadas un caso degenerado en el que los ejes primero y tercero se superponen.

## Teorema de rotación de Davenport

Posibles ejes de Davenport para los pasos 1 y 3, dado Z como el paso 2

El problema general de descomponer un movimiento de rotación en tres movimientos compuestos sobre ejes intrínsecos fue estudiado por P. Davenport, bajo el nombre de "ángulos de Euler generalizados", pero posteriormente fueron llamados "ángulos de Davenport" por M. Shuster y L. Markley.
El problema general consiste en obtener la descomposición matricial de una rotación cualquiera dados tres ejes conocidos. En algunos casos se repite uno de los ejes. Es equivalente a un problema de descomposición de matrices.
Davenport demostró que se puede lograr descomponer cualquier orientación mediante la sucesión de tres rotaciones elementales utilizando ejes no ortogonales. Las rotaciones elementales pueden darse respecto a los ejes del sistema de coordenadas fijo (rotaciones extrínsecas) o sobre los ejes de un sistema de coordenadas giratorio, que inicialmente se alinea con el sistema de ejes fijo y modifica su orientación después de cada rotación elemental (rotaciones intrínsecas).
Según el teorema de Davenport, es posible una descomposición única si y solo si el segundo eje es perpendicular a los otros dos ejes. Por lo tanto, los ejes 1 y 3 deben estar en el plano ortogonal al eje 2.
En consecuencia, las descomposiciones de las rotaciones encadenadas de Euler y de las rotaciones encadenadas de Tait-Bryan son casos particulares de esta configuración general. El caso de Tait-Bryan aparece cuando los ejes 1 y 3 son perpendiculares, y el caso de Euler aparece cuando se superponen.

## Sistema completo de rotaciones
Se dice que un conjunto de rotaciones de Davenport está completo si es suficiente para generar cualquier rotación del espacio por composición. Hablando en términos matriciales, está completo si puede generar cualquier matriz ortonormal del espacio, cuyo determinante sea +1. Debido a la no conmutatividad del producto matricial, el sistema de rotación debe estar ordenado.
A veces el orden es impuesto por la geometría del problema subyacente. Por ejemplo, cuando se usa para vehículos, que tienen un eje en particular que apunta a la dirección "hacia adelante", solo una de las seis combinaciones posibles de rotaciones es útil. Para el caso general de una aeronave, que se puede desplazar libremente por el espacio tridimensional, la composición más interesante es la que puede determinar el rumbo y la elevación, con una rotación independiente para cada uno de ellos. Existe una tercera rotación, el balanceo, que marca la inclinación del eje de las alas.
Desde el punto de vista de terminológico, existen numerosos sinónimos que expresan estos tres conceptos, procedentes de campos tan distintos como la náutica, la aviación o el automovilismo. Para evitar ambigüedades, a partir de ahora solo se van a utilizar tres términos exclusivamente: rumbo, elevación y balanceo.
- Rumbo: indica el ángulo que forma la orientación del eje longitudinal de un vehículo respecto a una línea de referencia determinada, normalmente un eje horizontal orientado hacia el norte. Términos que expresan un concepto similar son azimut (procedente de la astronomía y la topografía); guiñada (procedente de la náutica); y deriva (utilizado en física).
- Elevación: indica el ángulo que forma el eje longitudinal de un vehículo con respecto a un plano fijo, generalmente horizontal. Términos relacionados son inclinación (utilizado en geometría); pendiente (geometría e ingeniería);ángulo zenital (astronomía y topografía); y cabeceo (náutica).
- Balanceo: indica el ángulo que forma un eje horizontal y perpendicular al eje longitudinal de un vehículo (por ejemplo, el que une las puntas de las alas de un avión), con respecto a un plano horizontal. Otros términos como peralte (ingeniería), alabeo (geometría y física); abatimiento (náutica); escora (náutica); o tonel (aeronáutica), expresan conceptos similares.

En la práctica, la variación de cualquiera de estas tres direcciones, implica la existencia de un eje desde el que se materializa la correspondiente rotación:
- Eje de rotación R para variar el rumbo: (-Z) es un eje perpendicular al plano formado por el eje longitudinal y el eje de las alas del avión.
- Eje de rotación E para variar la elevación: (Y) coincide con el eje de las alas del avión.
- Eje de rotación B para variar el balanceo: (X) coincide con el eje longitudinal del avión.

En el dibujo adyacente, la composición de rumbo, elevación y balanceo (REB) permite el ajuste de la dirección de una aeronave con los dos primeros ángulos. Una composición diferente, como RBE, permitiría establecer la dirección del eje de las alas, lo que obviamente no es útil en la mayoría de los casos.

## Rotaciones en cadena de Tait-Bryan
Las rotaciones de Tait-Bryan son un caso especial en el que el primer y el tercer ejes son perpendiculares entre sí. Suponiendo un sistema de referencia fijo en el espacio <x,y,z> con una convención de ejes como en la Imagen 2; y una aeronave con ejes locales de <rumbo, elevación, balanceo>, inicialmente coincidentes con los del plano horizontal <x, y> como en la Imagen 1. Después de realizar rotaciones intrínsecas R, E y B según los ejes de rumbo, elevación y balanceo (en este orden), se obtiene una situación similar a la mostrada en la Imagen 3.
En la situación de partida:

Imagen 3: Ángulos de rumbo, elevación y balanceo, resultantes de realizar rotaciones según los ejes (Z-Y’-X’’)

- El eje de la rotación que cambia el ángulo de balanceo coincide con el eje x del sistema de referencia fijo
- El eje de la rotación que cambia el ángulo de elevación coincide en el eje y del sistema de referencia fijo
- El eje de la rotación que cambia el ángulo del rumbo coincide con el eje z del sistema de referencia fijo

Las rotaciones se aplican con el orden siguiente: rumbo ({\displaystyle \psi }), elevación ({\displaystyle \theta }) y balanceo ({\displaystyle \phi }). En estas condiciones, la orientación del eje longitudinal de la aeronave (ángulo en el plano horizontal) será igual a la variación de rumbo aplicada, y su inclinación coincidirá con el cambio de elevación introducido.
Las expresiones matriciales para las tres rotaciones de Tait-Bryan en 3 dimensiones son:
{\displaystyle R_{x}(\phi )=\mathrm {Balanceo} (\phi )={\begin{bmatrix}1&0&0\\0&\cos \phi &-\operatorname {sen} \phi \\0&\operatorname {sen} \phi &\cos \phi \end{bmatrix}}}
{\displaystyle {\begin{aligned}\\R_{y}(\theta )=\mathrm {Elevaci{\acute {o}}n} (\theta )={\begin{bmatrix}\cos \theta &0&\operatorname {sen} \theta \\0&1&0\\-\operatorname {sen} \theta &0&\cos \theta \end{bmatrix}}\end{aligned}}}
{\displaystyle {\begin{aligned}\\R_{z}(\psi )=\mathrm {Rumbo} (\psi )={\begin{bmatrix}\cos \psi &-\operatorname {sen} \psi &0\\\operatorname {sen} \psi &\cos \psi &0\\0&0&1\end{bmatrix}}.\end{aligned}}}
La matriz de las rotaciones compuestas es
{\displaystyle {\begin{aligned}M&=\mathrm {Bal} (\phi )\,\mathrm {Ele} (\theta )\,\mathrm {Rum} (\psi )\\&=R_{x}(\phi )R_{y}(\theta )R_{z}(\psi ).\end{aligned}}}
De las seis combinaciones posibles del orden en el que se pueden aplicar sucesivamente los giros de rumbo, elevación y balanceo, es esta precisamente la única que permite que la orientación del eje longitudinal de la aeronave coincida directamente con dos de las rotaciones: la del rumbo (aplicada según el eje z), y la de la elevación (aplicada según el eje y).

## Rotaciones encadenadas de Euler

Posición inicial de una aeronave para aplicar los ángulos de Euler propios

Las rotaciones de Euler aparecen como el caso especial en el que el primer y el tercer ejes de rotación se superponen. Están relacionadas con los ángulos de Euler propios, que se pensaron para estudiar el movimiento de un cuerpo rígido, como un planeta. El ángulo para definir la dirección del eje de balanceo normalmente se denomina "longitud del eje de revolución" o "longitud de la línea de nodos" en lugar de rumbo, lo que no tiene sentido para un planeta.
De todos modos, las rotaciones de Euler todavía se pueden usar cuando se habla de un vehículo, aunque tendrán una configuración extraña. Como el eje vertical es el origen de los ángulos, se denomina "inclinación" en lugar de "elevación". Como antes, al describir el comportamiento de un vehículo, hay un eje que se considera que apunta hacia adelante y, por lo tanto, solo será útil una de las posibles combinaciones de rotaciones.
La combinación depende de cómo se tomen los ejes y de cuál es la posición inicial del plano. Usando el del dibujo y combinando las rotaciones de manera que se repita un eje, solo balanceo-inclinación-balanceo permitirá controlar la longitud y la inclinación con una rotación cada una.
Las tres matrices a multiplicar son:
{\displaystyle R_{z}(\phi )=\mathrm {Balanceo} _{1}(\phi )={\begin{bmatrix}\cos \phi &-\operatorname {sen} \phi &0\\\operatorname {sen} \phi &\cos \phi &0\\0&0&1\end{bmatrix}}}
{\displaystyle R_{y}(\theta )=\mathrm {Inclinaci{\acute {o}}n} (\theta )={\begin{bmatrix}\cos \theta &0&\operatorname {sen} \theta \\0&1&0\\-\operatorname {sen} \theta &0&\cos \theta \end{bmatrix}}}
{\displaystyle R_{z}(\psi )=\mathrm {Balanceo} _{2}(\psi )={\begin{bmatrix}\cos \psi &-\operatorname {sen} \psi &0\\\operatorname {sen} \psi &\cos \psi &0\\0&0&1\end{bmatrix}}.}
En esta convención, Balanceo1 impone el "rumbo", la inclinación (complementaria de la elevación) determina la propia "inclinación" y Balanceo2 impone el "balanceo".

## Conversión a rotaciones extrínsecas

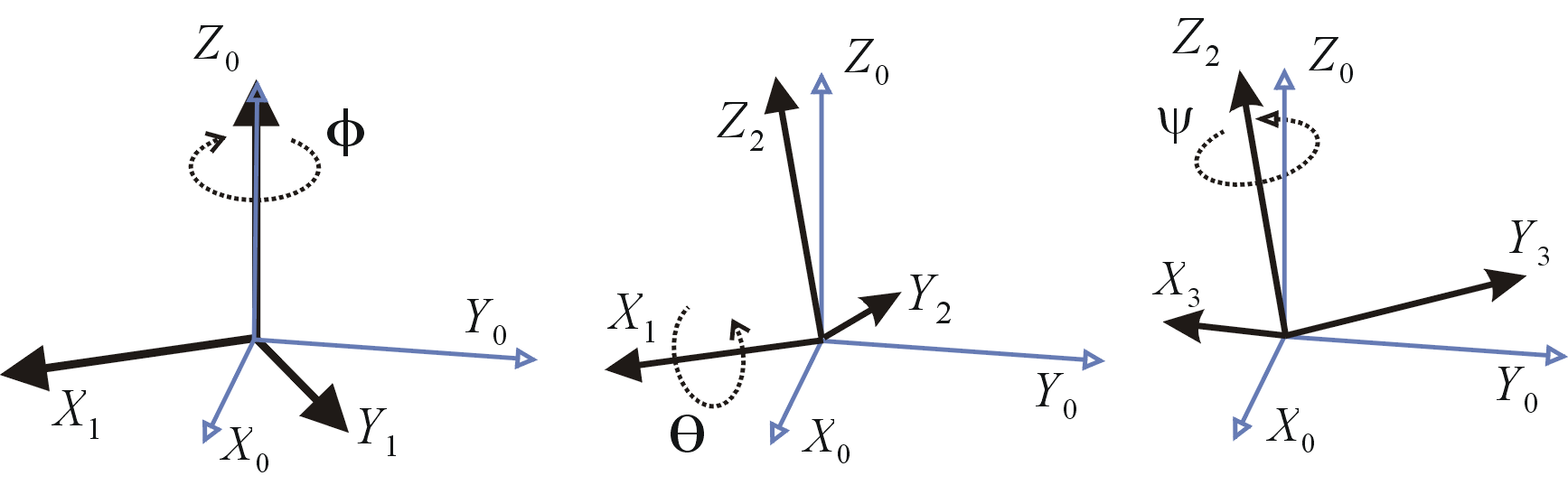
Una rotación representada por los ángulos de Euler (α, β, γ) = (−60°, 30°, 45°), usando las rotaciones intrínsecas z-x’-z″

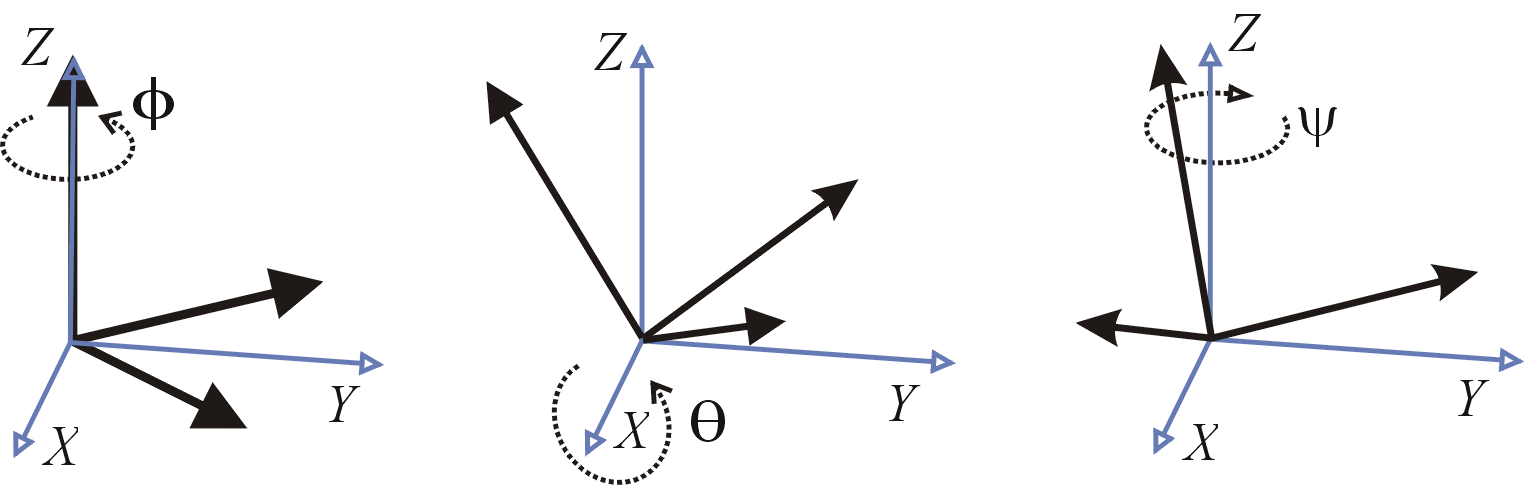
La misma rotación representada por (γ, β, α) = (45°, 30°, −60°), usando las rotaciones extrínsecas z-x-z

Las rotaciones de Davenport se estudian generalmente como una composición de rotaciones intrínsecas, debido a la importancia de los ejes fijados a un cuerpo en movimiento, pero se pueden convertir en una composición de rotaciones extrínseca, en caso de que sea más intuitiva.
Cualquier rotación extrínseca es equivalente a una rotación intrínseca por los mismos ángulos pero con un orden invertido de rotaciones elementales, y viceversa. Por ejemplo, las rotaciones intrínsecas  x-y'-z″ según los ángulos α, β, γ son equivalentes a las rotaciones extrínsecas z-y-x por los ángulos γ, β, α. Ambos están representados por una matriz
{\displaystyle R=X(\alpha )Y(\beta )Z(\gamma )}
si se usa R para multiplicar previamente los vectores columna, y por una matriz
{\displaystyle R=Z(\gamma )Y(\beta )X(\alpha )}
si R se utiliza para multiplicar vectores fila posteriormente. Véase ambigüedades en la definición de matrices de rotación para más detalles.

## Relación con los movimientos físicos

### Rotaciones intrínsecas
Las rotaciones intrínsecas son rotaciones elementales que se producen alrededor de los ejes del sistema de coordenadas de rotación XYZ, que cambia su orientación después de cada rotación elemental. El sistema XYZ gira, mientras que xyz permanece en reposo. Comenzando con XYZ superpuesto a xyz, se puede usar una composición de tres rotaciones intrínsecas para alcanzar cualquier orientación de destino para XYZ. Los ángulos de Euler o Tait-Bryan (α, β, γ) son las amplitudes de estas rotaciones elementales. Por ejemplo, la orientación deseada se puede alcanzar de la siguiente manera:
- El sistema XYZ gira en α sobre el eje Z (que coincide con el eje z). El eje X ahora se encuentra en la línea de nodos.
- El sistema XYZ gira sobre el eje X ahora girado por β. El eje Z está ahora en su orientación final, y el eje X permanece en la línea de nodos.
- El sistema XYZ gira una tercera vez sobre el nuevo eje Z por γ.

La notación mencionada anteriormente permite resumir este hecho de la siguiente manera: las tres rotaciones elementales del sistema XYZ se producen alrededor de z, x' y z". De hecho, esta secuencia a menudo se denota z-x'-z″. Los conjuntos de ejes de rotación asociados con los ángulos de Euler propios y los ángulos de Tait-Bryan se denominan comúnmente usando esta notación (consúltense los detalles más arriba). A veces, la misma secuencia se llama simplemente z-x-z, Z-X-Z o 3-1-3, pero esta notación puede ser ambigua, ya que puede ser idéntica a la utilizada para las rotaciones extrínsecas. En este caso, es necesario especificar por separado si las rotaciones son intrínsecas o extrínsecas.
Las matrices de rotación se pueden utilizar para representar una secuencia de rotaciones intrínsecas. Por ejemplo,
{\displaystyle R=X(\alpha )Y(\beta )Z(\gamma )}
representa una composición de rotaciones intrínsecas sobre los ejes x-y’-z″, si se usa para multiplicar previamente los vectores columna, mientras que
{\displaystyle R=Z(\gamma )Y(\beta )X(\alpha )}
representa exactamente la misma composición cuando se utiliza para post-multiplicar vectores fila. Véase ambigüedades en la definición de las matrices de rotación para más detalles.

### Rotaciones extrínsecas
Las rotaciones extrínsecas son rotaciones elementales que se producen alrededor de los ejes del sistema de coordenadas fijo xyz. El sistema XYZ gira, mientras que xyz permanece fijo. Comenzando con XYZ superpuesto a xyz, se puede usar una composición de tres rotaciones extrínsecas para alcanzar cualquier orientación de destino para XYZ. Los ángulos de Euler o Tait-Bryan (α, β, γ) son las amplitudes de estas rotaciones elementales. Por ejemplo, la orientación buscada se puede alcanzar de la siguiente manera:
- El sistema XYZ gira alrededor del eje z en α. El eje X ahora está en ángulo α con respecto al eje x.
- El sistema XYZ gira nuevamente sobre el eje x por β. El eje Z ahora está en el ángulo β con respecto al eje z.
- El sistema XYZ gira una tercera vez sobre el eje z por γ.

En resumen, las tres rotaciones elementales se producen alrededor de z, x y z. De hecho, esta secuencia a menudo se denota "z-x-z" (o 3-1-3). Los conjuntos de ejes de rotación asociados con los ángulos de Euler propios y los ángulos de Tait-Bryan se denominan comúnmente usando esta notación (consúltense los detalles más arriba).
Las matrices de rotación se pueden utilizar para representar una secuencia de rotaciones extrínsecas. Por ejemplo,
{\displaystyle R=Z(\gamma )Y(\beta )X(\alpha )}
representa una composición de rotaciones extrínsecas sobre los ejes x-y-z, si se utiliza para multiplicar por delante los vectores columna, mientras que
{\displaystyle R=X(\alpha )Y(\beta )Z(\gamma )}
representa exactamente la misma composición cuando se utiliza para multiplicar por detrás vectores fila. Véase ambigüedades en la definición de las matrices de rotación para más detalles.

### Conversión entre rotaciones intrínsecas y extrínsecas

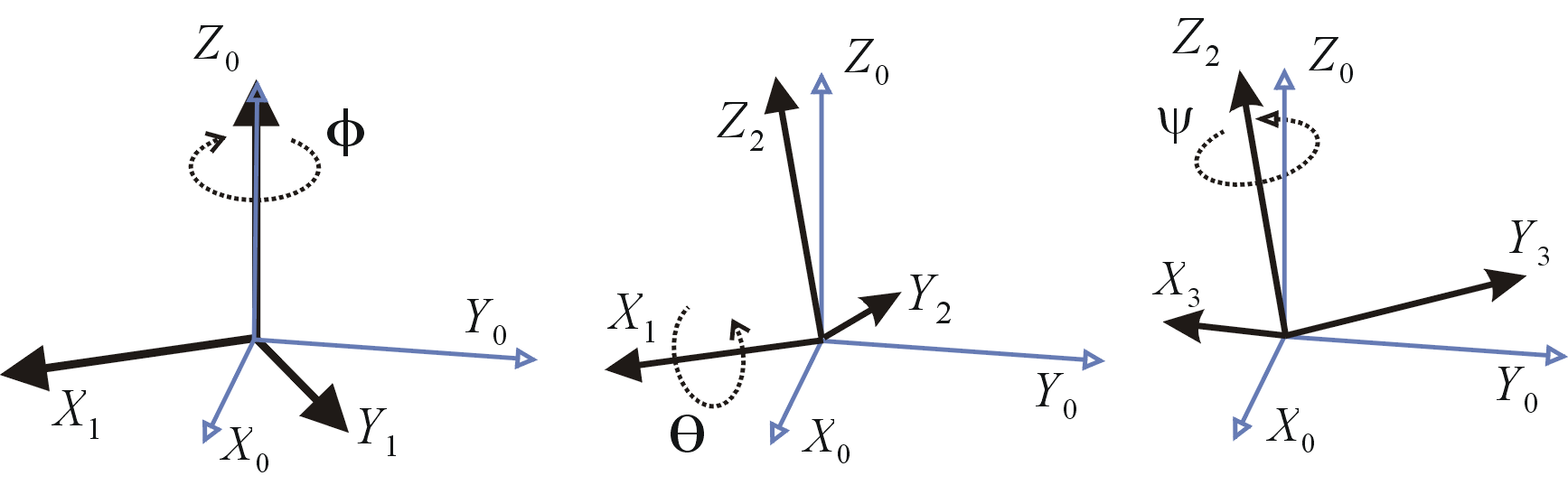
Una rotación representada por los ángulos de Euler (α, β, γ) = (−60°, 30°, 45°), usando las rotaciones intrínsecas z-x’-z″

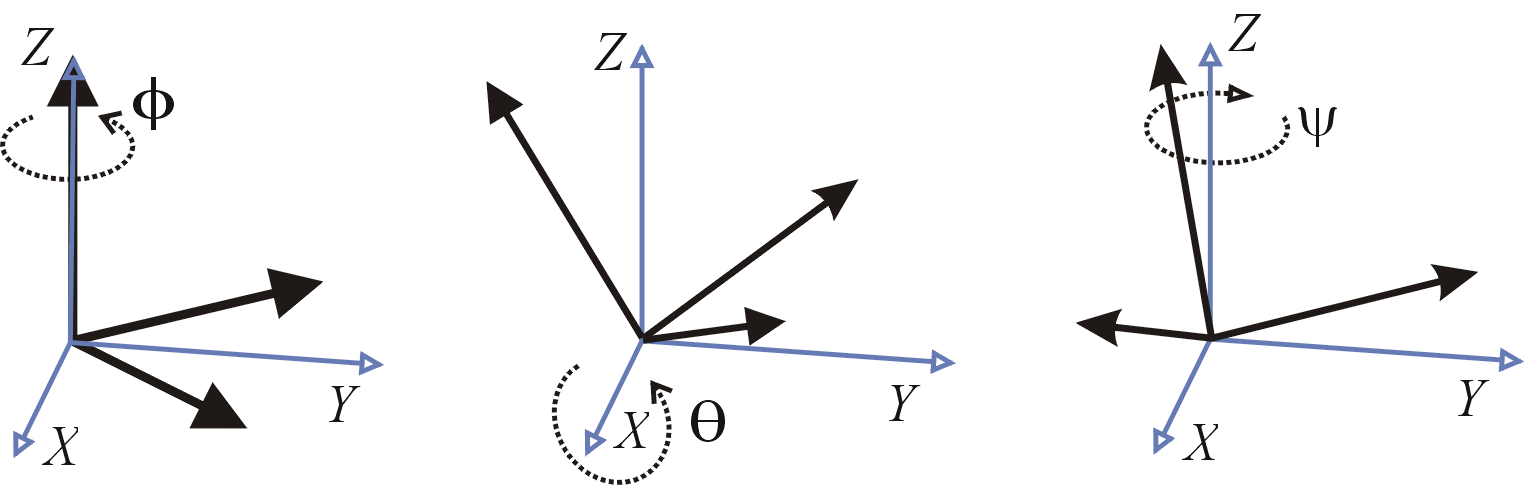
La misma rotación representada por (γ, β, α) = (45°, 30°, −60°), usando las rotaciones extrínsecas z-x-z

Cualquier rotación extrínseca es equivalente a una rotación intrínseca por los mismos ángulos pero con un orden invertido de rotaciones elementales, y viceversa. Por ejemplo, las rotaciones intrínsecas x-y'-z″ por los ángulos α, β, γ son equivalentes a las rotaciones extrínsecas z-y-x por los ángulos γ, β, α. Ambas están representadas por una matriz
{\displaystyle R=X(\alpha )Y(\beta )Z(\gamma )}
si se usa R para multiplicar previamente los vectores columna, y por una matriz
{\displaystyle R=Z(\gamma )Y(\beta )X(\alpha )}
si R se utiliza para multiplicar vectores fila por detrás. Véase ambigüedades en la definición de las matrices de rotación para más detalles.

#### Comprobación de la conversión en el caso de la multiplicación por delante
La matriz de rotación de la secuencia de rotación intrínseca x-y'-z″ se puede obtener mediante las rotaciones secuenciales de elementos intrínsecos de derecha a izquierda:
{\displaystyle R=Z''Y'X.}
En este proceso hay tres sistemas de referencia relacionados en la secuencia de rotación intrínseca. Denomínense marco 0 al marco inicial; marco 1 después de la primera rotación alrededor del eje x; marco 2 después de la segunda rotación alrededor del eje y'; y marco 3 como la tercera rotación alrededor del eje z″.
Dado que una matriz de rotación se puede representar entre estos tres marcos de referencia, el índice superior izquierdo sirve para denotar el marco de representación utilizado. La siguiente notación significa la matriz de rotación que transforma el marco a al cuadro b y que se representa en el cuadro c:
{\displaystyle {}^{c}\!R_{a\rightarrow b}.}
Una matriz de rotación de elementos intrínsecos representada en el marco donde ocurre la rotación tiene el mismo valor que el de la matriz de rotación de elementos extrínsecos correspondiente:
{\displaystyle {}^{0}\!R_{1\rightarrow 0}=X,\quad {}^{1}\!R_{2\rightarrow 1}=Y,\quad {}^{2}\!R_{3\rightarrow 2}=Z.}
La matriz de rotación de elementos intrínsecos Y' y Z" representada en el marco 0 se puede expresar como otras formas:
{\displaystyle {\begin{aligned}Y'&={}^{0}\!R_{2\rightarrow 1}\\&={}^{0}\!R_{1\rightarrow 0}{}^{1}\!R_{2\rightarrow 1}{}^{0}\!R_{y}{1\rightarrow 0}^{-1}\\&=XYX^{-1}\\\end{aligned}}}
{\displaystyle {\begin{aligned}Z''&={}^{0}\!R_{3\rightarrow 2}\\&={}^{0}\!R_{1\rightarrow 0}{}^{1}\!R_{3\rightarrow 2}{}^{0}\!R_{1\rightarrow 0}^{-1}\\&=X({}^{1}\!R_{2\rightarrow 1}{}^{2}\!R_{3\rightarrow 2}{}^{1}\!R_{2\rightarrow 1}^{-1})X^{-1}\\&=XYZY^{-1}X^{-1}\\\end{aligned}}}
Las dos ecuaciones anteriores se sustituyen por la primera ecuación:
{\displaystyle {\begin{aligned}R&=Z''Y'X\\&=(XYZY^{-1}X^{-1})(XYX^{-1})X\\&=XYZY^{-1}(X^{-1}X)Y(X^{-1}X)\\&=XYZ(Y^{-1}Y)\\&=XYZ\\\end{aligned}}}
Por lo tanto, la matriz de rotación de una secuencia de rotación de elementos intrínsecos es la misma que la de la secuencia de rotación de elementos extrínsecos inversa:
{\displaystyle R=Z''Y'X=XYZ.}